# Campanularia tulipifera
Campanularia tulipifera is een hydroïdpoliep uit de familie Campanulariidae. De poliep komt uit het geslacht Campanularia. Campanularia tulipifera werd in 1888 voor het eerst wetenschappelijk beschreven door Allman. 